# Heritiera fomes
Heritiera fomes Banks, 1800 è una pianta della famiglia Malvaceae, diffusa nelle mangrovie dell'Asia sud-orientale, ove è nota come sundari.

## Distribuzione e habitat
La specie è presente nelle aree costiere di Bangladesh, India orientale, Myanmar, Malaysia e Thailandia. È la specie dominante delle mangrovie della regione delle Sundarbans, a cui dà il nome, rappresentando circa il 70% delle specie arboree di questa ecoregione.

## Conservazione
La IUCN Red List classifica Heritiera fomes come specie in pericolo di estinzione (Endangered).